# Engraulis capensis
Engraulis capensis är en fiskart som beskrevs av Gilchrist, 1913. Engraulis capensis ingår i släktet Engraulis och familjen Engraulidae. Inga underarter finns listade i Catalogue of Life.